# Bacteroides
Genre
Bactéroïdes est un genre de bactéries. C'est le groupe le plus important parmi les bacilles Gram négatifs anaérobies. Ces germes fécaux constituent une partie importante du microbiote intestinal.

## Santé
Les bactéroïdes peuvent être responsables de diverses suppurations, principalement abdominales et gynécologiques (abcès du cul-de-sac de Douglas). Des bactériémies sont observées après interventions abdominales, en particulier sur les voies biliaires et comme complication chez des individus tarés. Ce sont probablement les bactéries dites anaérobies non sporulées qui jouent le rôle le plus important en pathologie infectieuse.
- Les bactéroïdes se reconnaissent facilement à l'action favorisante que la bile exerce sur leur croissance.
- Alors que la plupart des bactéries anaérobies sont sensibles à la pénicilline, les bactéroïdes sont régulièrement résistants à cet antibiotique, de même qu'à plusieurs autres. La clindamycine et le métronidazole sont les antibiotiques les plus indiqués dans les infections par les bactéroïdes.

Des études montrent que le régime alimentaire suivi influe sur la composition du microbiote intestinal : les personnes ayant un régime riche en protéines et graisses animales ont une prédominance de bactéries du genre bactéroïdes, tandis que celles ayant un régime plus riche en glucides ont un microbiote pour lequel domine le genre Prevotella.
Une étude identifie l'influence favorable de la bactérie du microbiote intestinal bactéroïdes fragilis dans l'efficacité des immunothérapies anti-CTLA-4.

## Liste d'espèces
- Bacteroides du groupe fragilis :
  - Bacteroides fragilis
  - Bacteroides johannus
  - Bacteroides thetaiotaomicron
  - Bacteroides distanosis
  - Bacteroides vulgatus
  - Bacteroides ovatus
  - Bacteroides uniformis
  - Bacteroides laprayus
  - Bacteroides acidifaciens

- Bacteroides tectus
- Bacteroides caccae
- Bacteroides coagulans
- Bacteroides coprocola
- Bacteroides eggerthii
- Bacteroides massiliensis
- Bacteroides nordii
- Bacteroides plebeius
- Bacteroides pyagenes
- Bacteroides salyersiae
- Bacteroides stercoris
- Bacteroides polypragmatus
- Bacteroides xylanolyticus